# Steven van de Velde
Steven van de Velde (* 8. August 1994 in Den Haag) ist ein niederländischer Beachvolleyballspieler.

## Karriere
Van de Velde gewann 2011 mit Jeffrey van Wijk die niederländische Meisterschaft der U20. 2012 belegte das Duo bei der U23-Europameisterschaft in Assen den 17. Platz. Anschließend wurden die beiden Niederländer bei der U20-EM in Hartberg Neunte. 2013 bildete van de Velde ein neues Duo mit Daan Spijkers. Spijkers/van de Velde belegten bei den Fuzhou Open und beim Grand Slam in Shanghai die Plätze 17 und 25. Mit Michiel van Dorsten belegte van de Velde beim Grand Slam in Den Haag Platz 25.
An der WM 2013 in Stare Jabłonki nahm van de Velde nicht teil, da sowohl Spijkers als auch van Dorsten dort jeweils mit einem anderen Partner antraten. 2014 spielte van de Velde an der Seite von Altmeister Reinder Nummerdor und 2015 wieder mit van Dorsten, mit dem er bei der WM in den Niederlanden Platz 17 belegte. Danach war Dirk Boehlé sein Partner, mit dem er niederländischer Meister wurde.
Im Mai 2017 setzte van de Velde seine Beachvolleyballkarriere an der Seite von Boehlé fort. Zunächst spielten die beiden Niederländer nur auf nationalen Turnieren und seit Oktober 2017 auch auf der World Tour. Beste Ergebnisse waren hierbei zwei fünfte Plätze bei den 3-Sterne-Turnieren in Qinzhou und Luzern sowie ein dritter Platz beim 1-Stern-Turnier in Aalsmeer. Bei der Europameisterschaft im eigenen Land schieden sie in der ersten KO-Runde gegen das tschechische Duo Perušič/Schweiner aus. Außerdem gewannen sie erneut den nationalen Titel.
Von 2019 bis 2022 spielte van de Velde an der Seite von Olympia-Teilnehmer Christiaan Varenhorst. Die beiden erreichten beim 4-Sterne-Turnier in Itapema 2019 den dritten Platz. Beim World-Tour Finale in Rom belegten van de Velde/Varenhorst Platz fünf. Im Juli 2020 gewann van de Velde in Düsseldorf mit Lukas Pfretzschner das erste Turnier der Comdirect Beach Tour 2020. Beste Ergebnisse für van de Velde/Varenhorst auf der World Tour 2021 waren dritte Plätze beim 4-Sterne-Turnier in Sotschi und beim World Tour Finale in Cagliari. Bei der neugeschaffenen World Beach Pro Tour 2022 hatten van de Velde/Varenhorst mehrere Top-Ten-Platzierungen, darunter ein dritter Platz beim Elite16-Turnier in Gstaad. Bei der Weltmeisterschaft in Rom schieden die Niederländer in der ersten K.-o.-Runde gegen die neuen Weltmeister Mol/Sørum aus.
In der gleichen Saison wurde van de Velde mit Mart van Werkhoven zum dritten Mal Meister seines Heimatlandes, ein Titel, den er im folgenden Jahr mit Sam van der Loo verteidigen konnte.
Mit Ausnahme dieser Veranstaltung war Matthew Immers seit 2023 van de Veldes fester Partner. Auf der World Beach Pro Tour 2023 hatten die beiden Niederländer zahlreiche Top-Ten-Platzierungen, darunter ein Sieg beim Challenge-Turnier in Chiang Mai und ein vierter Platz beim Elite16-Turnier in Uberlandia. Bei der Europameisterschaft in Wien erreichten Immers/van de Velde Platz fünf sowie bei der Weltmeisterschaft in Tlaxcala Platz neun. Im Mai 2024 gelang ihnen die bis dahin beste Platzierung bei einem Elite16, als sie in der brasilianischen Hauptstadt nach Siegen über ihre niederländischen Landsleute Brouwer/Meeuwsen im Viertelfinale und die Deutschen Ehlers/Wickler in der Vorschlussrunde erst im Endspiel von den Lokalmatadoren Arthur und Evandro bezwungen werden konnten. In Espinho revanchierten sich die Deutschen ebenfalls im Halbfinale, und das Bronzematch gegen George/André entschieden die Brasilianer für sich. Bei weiteren Elite16-Turnieren hatten Immers/van de Velde fünfte Plätze in Doha, in Tepic, in Ostrava, in Wien und in Hamburg. Bei den Olympischen Spielen in Paris erreichten Immers/van de Velde den neunten Platz. Bei der Europameisterschaft in den Niederlanden erreichten sie nach fünf Siegen das Halbfinale, das sie gegen die Letten Pļaviņš/Fokerots verloren. Im Spiel um Platz drei gewannen sie gegen die Italiener Nicolai/Cottafava. Beim letzten Elite16-Turnier im November erreichten die beiden Niederländer in Rio de Janeiro Platz neun. Auch bei den Finals 2024 in Doha erreichten sie den neunten Platz.
2025 spielt van de Velde mit Alexander Brouwer. Beim Elite16-Turnier im mexikanischen Quintana Roo auf der World Pro Tour 2025 erreichten Brouwer und van de Velde Platz vier.

## Gerichtsprozess
Im Februar 2016 sagte van de Velde vor einem britischen Gericht aus, im August 2014 mehrfach sexuelle Handlungen an einem 12-jährigen Mädchen vorgenommen zu haben, das er über Facebook kennengelernt hatte. Damit ist nach britischem Strafrecht der Tatbestand der Vergewaltigung erfüllt, und Van de Velde wurde zu vier Jahren Haft verurteilt. Er verbüßte ein Jahr der Strafe in einem britischen und einen Monat in einem niederländischen Gefängnis, bevor er vorzeitig entlassen wurde.

## Privates
Van de Velde heiratete Anfang 2022 die deutsche Beachvolleyballspielerin Kim Behrens. Im Frühjahr 2022 wurde er Vater. Der Fußballer Kevin Behrens ist sein Schwager.